# Vion, Sarthe
Vion är en kommun i departementet Sarthe i regionen Pays de la Loire i nordvästra Frankrike. Kommunen ligger i kantonen Sablé-sur-Sarthe som tillhör arrondissementet La Flèche. År 2022 hade Vion 1 383 invånare.

## Befolkningsutveckling
Antalet invånare i kommunen Vion
| Referens: INSEE |